# Echium
Pour les articles homonymes, voir Alcool vipérine.
Genre
Classification APG IV (2016)

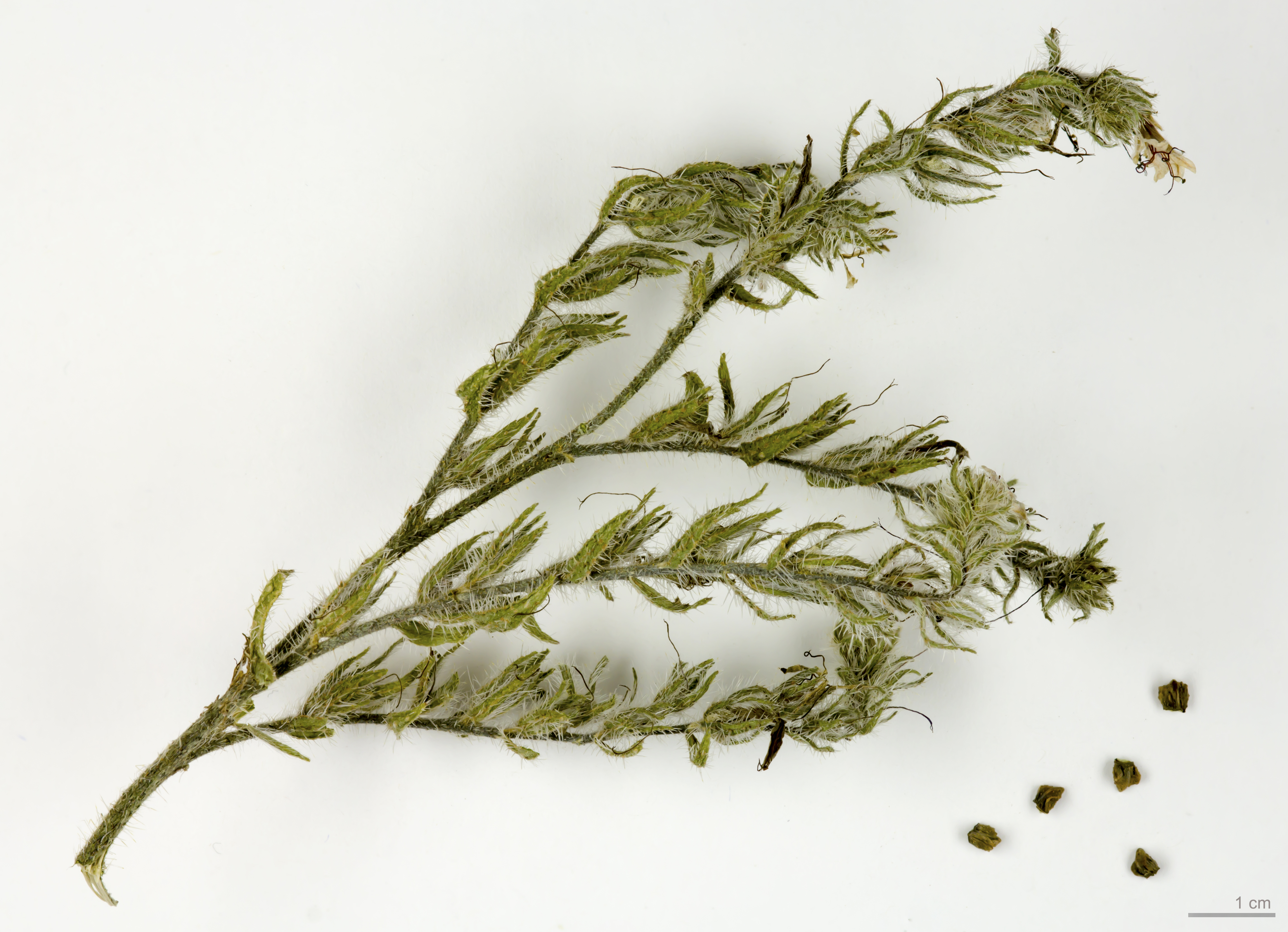
Echium asperrimum - Muséum de Toulouse

Le genre Echium, les Vipérines, regroupe environ 60 espèces de plantes herbacées de la famille des Boraginacées originaires d'Europe, d'Afrique, d'Asie occidentale et de Macaronésie où il atteint sa plus grande diversité.

## Liste des espèces
Selon NCBI (3 mai 2011) :
- Echium acanthocarpum
- Echium aculeatum
- Echium albicans
- Echium amoenum
- Echium angustifolium
- Echium arenarium Guss.
- Echium asperrimum Lam.
- Echium auberianum Webb et Berth.
- Echium bethencourtii
- Echium bonnetii
- Echium brevirame
- Echium callithyrsum
- Echium calycinum Viv.
- Echium candicans L. f. (Madère)
- Echium creticum
- Echium decaisnei
- Echium gentianoides
- Echium giganteum
- Echium handiense
- Echium hierrense
- Echium horridum
- Echium humile
- Echium hypertropicum
- Echium italicum

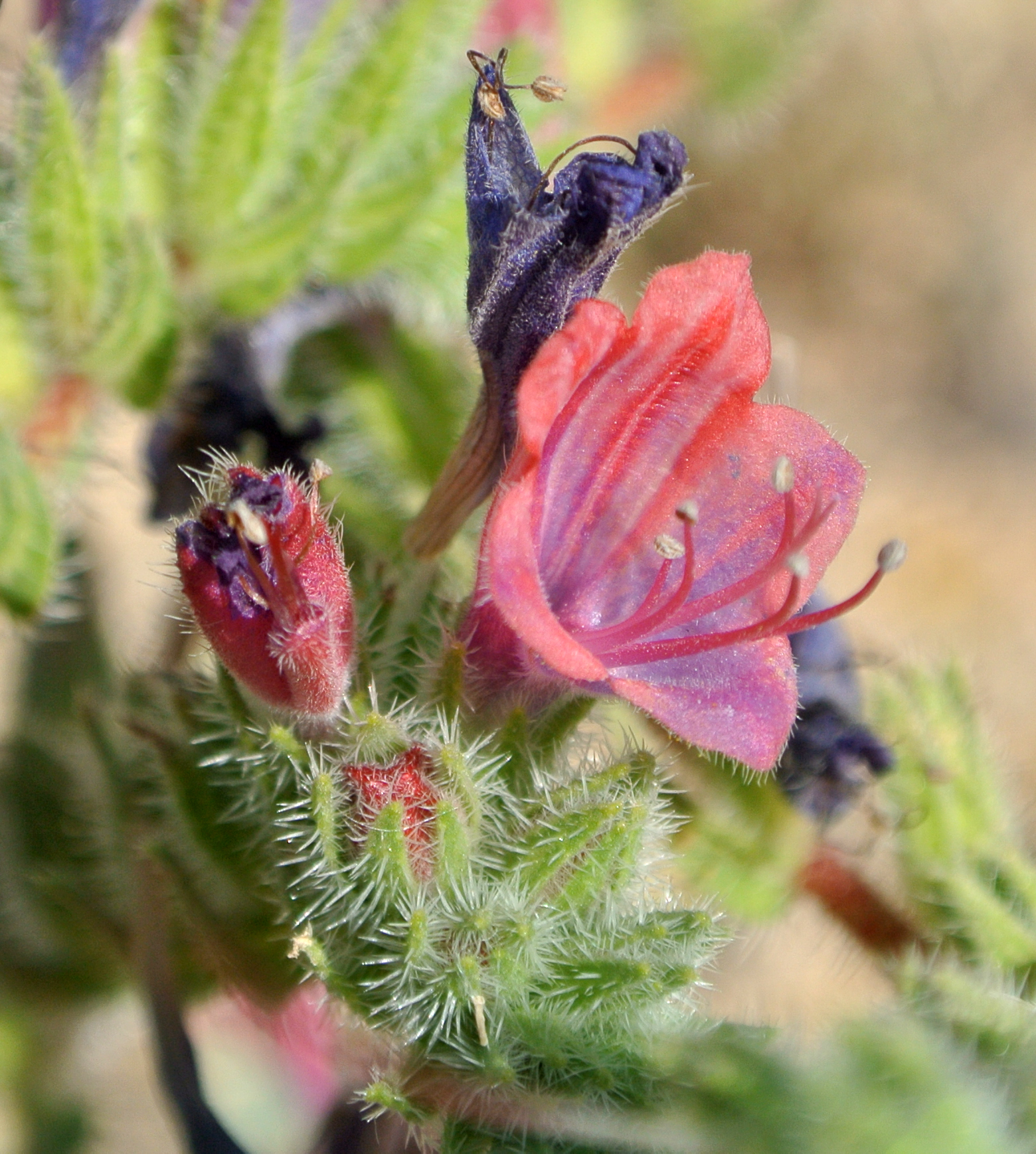
Echium judaeum

- Echium lancerottense Lems (Lanzarote)
- Echium leucophaeum
- Echium lusitanicum
- Echium nervosum
- Echium onosmifolium
- Echium parviflorum
- Echium pininana Vipérine des Canaries
- Echium pitardii
- Echium plantagineum L. - Vipérine faux Plantain.
- Echium pustulatum Sibthorp et Sm.
- Echium pycnanthum
- Echium rauwolfii Delile
- Echium rosulatum Lange
- Echium russicum
- Echium sabulicola Pomel
- Echium simplex DC.
- Echium stenosiphon
- Echium strictum
- Echium sventenii
- Echium tenue
- Echium triste
- Echium tuberculatum
- Echium vilmorinianum
- Echium virescens
- Echium vulcanorum
- Echium vulgare L. - Vipérine commune
- Echium webbii
- Echium wildpretii Pears. ex Hook fil.